# Neomeoneurites dissitus
Neomeoneurites dissitus är en tvåvingeart som beskrevs av Wheeler 1994. Neomeoneurites dissitus ingår i släktet Neomeoneurites och familjen kadaverflugor. Inga underarter finns listade i Catalogue of Life.